# Патти Право
Николетта Страмбелли (итал. Nicoletta Strambelli); род. 9 апреля 1948, Венеция), больше известна как Патти Право (итал. Patty Pravo) — итальянская певица.

## Биография
Николетта Страмбелли родилась в состоятельной венецианской семье. В 15 лет она покинула родительский дом и отправилась в Лондон, а затем вернулась в Рим, где и начала свою карьеру. Она закончила Консерваторию Бенедетто Марчелло. В 1966 году она записала первый сингл «Ragazzo Triste», итальянский вариант песни «But You’re Mine» Сонни и Шер. Эта песня в исполнении Патти Право стала первым представителем поп-музыки на Радио Ватикана. За первым успехом последовали другие хиты певицы, в том числе знаменитая «La Bambola» в 1968 году. Патти Право принимала участие во многих телевизионных программах, а в 1970 году вела собственную телепрограмму «Bravo-Pravo!» на французском телевидении. Патти Право стала символом новой женщины 1960-х годов.
В восьмидесятые, после триумфа таких песен как «Pazza idea» и «Pensiero stupendo», являющихся примерами самого передового рока в Италии 1970-х, Патти Право отстранилась от итальянской «одноразовой» музыкальной культуры и телевидения, не апеллирующих к ней, и уехала в США в ожидании каких-нибудь изменений на итальянской музыкальной сцене. Вернувшись в Италию в 1996 году, Патти провела тур по главным итальянским ночным клубам, включая Piper в Риме. После аншлаговых шоу в Италии певица была приглашена на фестиваль в Сан-Ремо с песней «…E dimmi che non vuoi morire». Выступление прошло с огромным успехом, и её новый альбом «Notti, Guai e Liberta`» был продан тиражом более 350 тысяч копий. Затем Патти Право начала тур, где исполнила все свои самые известные песни. В общей сложности за 1998 год было проведено 120 концертов.
Певица десять раз была участницей фестиваля в Сан-Ремо, на котором не получила наград официального жюри, однако трижды была удостоена престижной премии критики.
В 2019 в десятый раз приняла участие в фестивале в Сан-Ремо с песней «Un po' come la vita» авторства Zibba, Marco Rettani, Diego Calvetti и Briga. 
8го февраля 2019 года выпустила свой 29-й альбом Red, в который вошли как новые песни, так и новые версии старых песен.

## Дискография
- 1968 — Patty Pravo
- 1969 — Concerto per Patty
- 1970 — Patty Pravo
- 1971 — Bravo Pravo
- 1971 — Di vero in fondo
- 1971 — Per aver visto un uomo piangere e soffrire Dio si trasformo' in musica e poesia
- 1972 — Sì… incoerenza
- 1973 — Pazza idea
- 1974 — Mai una signora
- 1975 — Incontro
- 1976 — Tanto
- 1976 — Patty Pravo
- 1978 — Miss Italia
- 1979 — Munich Album
- 1982 — Cerchi
- 1984 — Occulte persuasioni
- 1989 — Oltre l’Eden
- 1990 — Pazza idea eccetera eccetera
- 1994 — Ideogrammi
- 1997 — Bye Bye Patty
- 1998 — Notti, guai e liberta'
- 2000 — Una donna da sognare
- 2001 — Patty Live '99
- 2002 — Radio Station
- 2004 — Nic-Unic
- 2007 — Spero che ti piaccia… Pour toi (Tribute to Dalida)
- 2009 — Live Arena di Verona — Sold Out
- 2011 — Nella Terra Dei Pinguini
- 2019 — RED